# (Everything I Do) I Do It for You
(Everything I Do) I Do It for You, englisch für: „(Alles was ich tue) ich tue es für Dich“, ist eine Rockballade des kanadischen Sängers Bryan Adams. Geschrieben wurde sie von ihm, seinem Produzenten Robert John „Mutt“ Lange und dem US-amerikanischen Filmkomponisten Michael Kamen. Sie wurde am 18. Juni 1991 von A&M Records als Single veröffentlicht und ist Titelsong des Films Robin Hood – König der Diebe (1991) von Kevin Reynolds.

## Hintergrund
Das Lied wurde von Adams, Lange und Kamen 1991 für den Film Robin Hood – König der Diebe geschrieben. Er basierte auf einem längeren orchestralen Stück von Michael Kamen. Kamen verwendete ein Stück Balletmusik, das er in den 1960ern geschrieben hatte und für das er keine Verwendung gefunden hatte. Angefragt wurden zunächst drei Frauen, um das Stück als große Ballade einzusingen: Kate Bush, Annie Lennox oder Lisa Stansfield. Doch keine von den dreien hatte Zeit.
Schließlich wurde das Stück Bryan Adams angeboten, der gerade in England an seinem neuen Album Waking Up the Neighbours arbeitete. Er erhielt das orchestrale Stück und arbeitete es mit seinem Produzenten Lange um. Die Melodie wurde auf das Piano-Intro verkürzt, dazu kam eine Dialogzeile aus dem Film („I Do It for You“), der Rest wurde dann um dieses Intro herum komponiert und getextet. Der Songwriting-Prozess dauerte lediglich 45 Minuten. Eine ähnliche Technik wendeten Adams beim Song When You Love Someone aus dem Film Eine zweite Chance an, zu dem Kamen ebenfalls einen orchestralen Track lieferte. Auch bei anderen Beiträgen zu Filmsoundtracks ging er ähnlich vor.
Tatsächlich war Kamen vom Ergebnis nicht begeistert. Ihm fehlten mittelalterliche Instrumente wie Mandoline oder Lauten und insgesamt enthielt ihm der Song zu viele Rockelemente. Doch Adams weigerte sich, daran etwas zu ändern. Da die Veröffentlichung des Films kurz bevorstand, arrangierte sich Kamen mit dem Song. Allerdings setzte er diesen erst im Abspann ein, eine Art Rache an dem Sänger, die jedoch nach hinten losging: (Everything I Do) I Do It for You entwickelte sich in der Folge zu einem beispiellosen Erfolg.

## Single
Die Single erschien am 18. Juni 1991 in einer auf vier Minuten verkürzten Version. Die auf dem Soundtrack-Album und auf Waking Up the Neighbours verwendete Version dauert sechseinhalb Minuten.
Maxi-Single
1. (Everything I Do) I Do It for You (Single Version) – 4:06
2. She’s Only Happy When She’s Dancing (Live) – 3:26
3. Cuts Like A Knife (Live) – 5:16
4. (Everything I Do) I Do It For You – 6:34

## Musikvideo
Das Musikvideo wurde von Julien Temple in England gedreht. Im Video selbst sind Bryan Adams und seine Band zu sehen, die den Song in einem Wald mit einer Mühle im Hintergrund spielen sowie Bryan Adams alleine an einem felsigen Ufer. Dazwischen finden sich Ausschnitte aus dem Film. Daneben gab es noch ein Livevideo, das 1992 in Miami, Florida, von Andy Morahan gedreht wurde. Dieses Video ist das einzige offizielle auf YouTube veröffentlichte Video des Songs. Temples Version ist dort nicht zu finden. Sowohl im Film, als auch im Video ist der Sycamore Gap Tree verewigt, der 2023 von Vandalen gefällt wurde.

## Preise
(Everything I Do) I Do It for You wurde 1992 als „Bester Song geschrieben speziell für Film oder Fernsehen“ mit einem Grammy ausgezeichnet. Außerdem war er 1992 für einen Oscar als „Bester Song“ nominiert.

## Kommerzieller Erfolg

### Chartplatzierungen
Als Single-Veröffentlichung war das Lied ein Nummer-eins-Hit in den USA, in Großbritannien, Deutschland, Österreich, der Schweiz, den Niederlanden und einigen anderen Staaten.
In Großbritannien hält sie den Rekord als die Single, die sich mit 16 Wochen (vom 13. Juli bis zum 1. November 1991) am längsten in Folge auf der Nummer-eins-Position halten konnte. (Frankie Laines I Believe war 1953 18 Wochen auf Platz eins, wurde jedoch in dieser Zeit zweimal durch andere Lieder abgelöst.) Auch in den USA war sie mit sieben Wochen auf Platz eins länger an der Spitze der Hitparade als der Durchschnitt. Nach Whitney Houstons Single I Will Always Love You war es mit 4,1 Millionen Exemplaren die am besten verkaufte Single der SoundScan-Ära. In Kanada schaffte der Song es, sich neun Wochen in der Topposition zu behaupten. Insgesamt war der Song in 30 Staaten auf Platz eins.
| ChartsChartplatzierungen       | Höchstplatzierung | Wochen |
| ------------------------------ | ----------------- | ------ |
| Deutschland (GfK)              | 1 (33 Wo.)        | 33     |
| Kanada (MC)                    | 1 (21 Wo.)        | 21     |
| Österreich (Ö3)                | 1 (28 Wo.)        | 28     |
| Schweiz (IFPI)                 | 1 (33 Wo.)        | 33     |
| Vereinigte Staaten (Billboard) | 1 (21 Wo.)        | 21     |
| Vereinigtes Königreich (OCC)   | 1 (25 Wo.)        | 25     |

| ChartsJahrescharts (1991)      | Platzierung |
| ------------------------------ | ----------- |
| Deutschland (GfK)              | 2           |
| Österreich (Ö3)                | 1           |
| Schweiz (IFPI)                 | 3           |
| Vereinigte Staaten (Billboard) | 1           |

| ChartsJahrescharts (1992) | Platzierung |
| ------------------------- | ----------- |
| Deutschland (GfK)         | 69          |

### Auszeichnungen für Musikverkäufe
Als bestverkaufte Single des Jahres 1991 ist sie bis heute einer der Single-Bestseller mit den höchsten Verkaufszahlen. Insgesamt verkaufte sie sich weltweit 15 Millionen Mal.
| Land/Region                  | Auszeichnungen für Musikverkäufe (Land/Region, Auszeichnung, Verkäufe) | Verkäufe  |
| ---------------------------- | ---------------------------------------------------------------------- | --------- |
| Australien (ARIA)            | 2× Platin                                                              | 140.000   |
| Belgien (BRMA)               | Platin                                                                 | 50.000    |
| Brasilien (PMB)              | Platin                                                                 | 60.000    |
| Dänemark (IFPI)              | Platin                                                                 | 90.000    |
| Deutschland (BVMI)           | Platin                                                                 | 500.000   |
| Frankreich (SNEP)            | Gold                                                                   | 250.000   |
| Italien (FIMI)               | Platin                                                                 | 100.000   |
| Kanada (MC)                  | 2× Platin                                                              | 200.000   |
| Neuseeland (RMNZ)            | Platin                                                                 | 10.000    |
| Niederlande (NVPI)           | Platin                                                                 | 100.000   |
| Österreich (IFPI)            | Platin                                                                 | 50.000    |
| Schweden (IFPI)              | Platin                                                                 | 50.000    |
| Spanien (Promusicae)         | Platin                                                                 | 60.000    |
| Vereinigte Staaten (RIAA)    | 3× Platin                                                              | 4.100.000 |
| Vereinigtes Königreich (BPI) | 2× Platin                                                              | 1.870.000 |
| Insgesamt                    | 1× Gold · 19× Platin ·                                                 | 7.630.000 |

Hauptartikel: Bryan Adams/Auszeichnungen für Musikverkäufe

## Coverversionen
Kurz nach dem großen Erfolg des Originals nahm die Rockband The Fatima Mansions eine Version für ein Benefizalbum auf. Das Lied wurde auch auf einer Split-Single veröffentlicht, das andere Lied auf der Single war eine Aufnahme der Filmmusik zu M*A*S*H („Suicide Is Painless“) von den Manic Street Preachers. Obwohl dieses Lied eindeutig das populärere war, kamen Fatima Mansions so zu ihrer einzigen Top-10-Platzierung in Großbritannien.
1994 nahm der Musikproduzent Mark Taylor alias Q eine Dance-Version des Songs mit Tony Jackson von der 1970er-Jahre-Band Sweet Dreams auf, die im März dieses Jahres in die britischen Charts kam.
1998 veröffentlichte die US-amerikanische R&B-Sängerin Brandy auf ihrem Album Never Say Never eine Coverversion des Songs. Der Song wurde dort anstelle der Titel U Don’t Know Me (Like U Used To) (Nordamerika und Britische Inseln) und Never Say Never (Kontinentaleuropa) veröffentlicht. Es ist die achte Singleauskopplung aus dem Studioalbum. Auf der Live-Kompilation VH1 Divas 1999 ist auch eine Version mit der Country-Sängerin Faith Hill zu hören.
Der Titel stieg am 21. November auf Platz 33 als Folge der dortigen Ausstrahlung des Live-Konzerts VH1 Divas '99 in die neuseeländischen Singlecharts ein und kletterte die Woche darauf auf die Höchstposition Nummer 28. Drei weitere Wochen hielt sich der Song in den Top 50 der Charts.